# Arquieparquia de Tiruvalla
A Arquieparquia de Tiruvalla (Archieparchia Tiruvallensis) é uma arquieparquia oriental católica da Igreja Católica Siro-Malancar. Esta circunscrição eclesiástica está situada em Thiruvalla (Índia) e foi fruto da criação da Hierarquia Católica Siro-Malancar. Seu atual arcebispo é Thomas Koorilos Chakkalapadickal. Sua Sé é a Catedral Saint Joseph. Possui 136 paróquias.
Possui 134 paróquias servidas por 132 padres, abrangendo uma população de 5 652 000 habitantes, com 0,7% da dessa população jurisdicionada batizada (40 800 católicos).

## História
O Cristianismo chegou à Índia com São Tomé, segundo origens lendárias. Assim, surgem os Cristãos de São Tomé, que manteriam o rito oriental.
O Catolicismo chegou à região pelos missionários portugueses, em especial de São Francisco Xavier. Já no século XX, o bispo de Quilon, Luís Maria Benziger, O.C.D. reiniciou forte evangelização do povo local.
Em 1926 o Sínodo Episcopal realizado em Parumala autorizou o Monsenhor Ivanios Geevarghese Panickaruveetil a entrar em negociações com a Santa Sé para uma reunião com a Igreja Católica Romana sob a condição expressa de que a antiga e venerável tradição oriental da Igreja Siro-Malancar fosse conservada e mantida intacta. O Papa Pio XI graciosamente aceitou as condições e festejou o reencontro. Assim, em 1930, foram ordenados os primeiros sacerdotes pela tradição siro-malancar.
Pela Constituição apostólica "Christo Pastorum Principi" do Papa Pio XI, de 11 de junho de 1932, foi estabelecido a Hierarquia Católica Siro-Malancar, compreendendo a Eparquia de Trivandrum e a Eparquia de Tiruvalla.
Em 3 de dezembro de 2005, a diocese foi elevada a Arquidiocese pelo sínodo da Igreja Siro-Malancar, tendo a bênção e o consentimento da Santa Sé foi proclamada pelo Arcebispo-mor Mar Baselios Cleemis Thottunkal em 15 de maio de 2006.

## Prelados
Administração local:

### Eparcas
- Theophilos Kalapurakal (1932 - 1950)
- Severios Giuseppe Valakuzhyil (1950 - 1955)
- Athanasios Cheriyan Polachirakal (1955 - 1977)
- Isaac Youhanon Koottaplakil (1978 - 1987)
- Geevarghese Timotheos Chundevalel (1988 - 2003)
- Baselios Cleemis (Isaac) Thottunkal (2003 - 2006)

### Arquieparcas
- Mar Baselios Cleemis (Isaac) Thottunkal (2006 - 2007)
- Mar Thomas Koorilos Chakkalapadickal (2007 - atual)